# Реке (рід)

Герб Реке (Балтійський гербовник).

Ре́ке (нім. Recke), або фон дер Ре́ке (нім. von der Recke, «Рецькі») — німецький шляхетний рід вестфальського походження. Представники роду служили у Лівонському відділі Тевтонського ордену. Піддані Пруссії, Курляндії, Росії, Данії. Курляндська гілка роду вписана у матрикул курляндського лицарства від 17 жовтня 1620 року. З роду походять перші курляндські ландгофмейстери. 1862 року російський уряд визнав за курлядськими Реке титул баронів.

## Назва
- Ре́ке (нім. Recke), або фон дер Ре́ке (нім. von der Recke)
- Ре́ки (нім. Reck), або фон дер Ре́ки (нім. von der Reck)[1]
- Рекке — старий запис прізвища, в якому ck передавали двома кириличними кк.

## Герб
У синьому полі срібна балка, розтята трьома червоними стовпами. Намет червоний підбитий сріблом. У клейноді сині крила, перетяті срібною балкою із червоними стовпами.
У Балтійському гербовнику 1882 року кольори балки і стовпів поміняні місцями: червона балка і срібні стовпи.

## Представники
- Дітріх (1497—1532)
  - Маттіяс (І) (1525—1581)
    - Маттіас (ІІ) (1565—1637), курляндський ландгофмейстер (1617—1638), герой битви під Кірхгольмом (1605).
      - Фрідріх-Геогр (1601—1638)
      - Фрідріх-Йоганн (1606—1671)
        -  Ніколаус (1643—1680)
          -  Якоб-Фрідріх (1692—1689)
            - Анна-Доротея (?—?)

      -  Маттіяс-Дітріх (?—?)
        - Фрідріх (1644—1677)
          - Анна-Сибілла (?—?)
          - Йоганн-Сигізмунд (1670—1692)
          -  Дітріх (1671—1722)
            -  Георг (1692—1760)

        -  Анна-Єлизавета (?—?)

    - Дітріх (1570—1615)
    -  ♀ NN (?—?)

  -  Гергард (?—1573)

## Курляндські Реке
Курляндська гілка роду Реке вписана у матрикул курляндського лицарства від 17 жовтня 1620 року, під першим номером І класу, в чині фрайгерів.
Родове гніздо — Ноєнбург.

### Представники
- Йоганн (1480—1551) — ландмейстер Тевтонського ордену в Лівонії (1549—1551).

### Маєтки
- Лестен, Ноєнбург